# Славышено
Славышено — село в Козельском районе Калужской области. Входит в состав Сельского поселения «Село Волконское».
Расположено примерно в 8 км к западу от села Волконское.

## Население
На 2010 год население составляло 0 человек.